# Донгак, Мерген Очур-оолович
Мерген Очур-оолович Донгак (род. 23 февраля 1981) — российский военнослужащий, участник вторжения России на Украину. Герой Российской Федерации (9.06.2022). Лейтенант.

## Биография
Мерген родился 23 февраля 1981 года в Тувинской АССР, в селе Арыг-Узю Улуг-Хемского района.
С детства увлекался спортом. Занимался лёгкой атлетикой, вольной борьбой, побеждал в районных и республиканских соревнованиях.
Образование — учитель физической культуры. В 2000 году окончил Кызылский педагогический колледж Тувинского государственного университета, в 2004—2006 годах учился на факультете физической культуры и спорта Тувинского государственного университета. Затем проходил срочную службу на Северном флоте (Мурманск).
Вернувшись в Тыву после увольнения в запас, занимался преподавательской и тренерской работой. В 2015 году Мерген получил второе высшее образование по специальности «Юриспруденция», заочно окончив юридический институт РУДН.
С 2014 года служит по контракту в должности заместителя командира взвода в 55-й отдельной мотострелковой бригаде 41-й общевойсковой армии Центрального военного округа, дислоцированной в Республике Тува. Участвовал в военной операции России в Сирии.
В 2022 году участвовал в боевых действиях во время вторжения России на Украину. Указом президента России от 9 июня 2022 года присвоено звание Героя России.
Медаль «Золотая Звезда» Героя Российской Федерации вручена 21 июля 2022 года министром обороны Российской Федерации Сергеем Шойгу. 

## Награды
- Герой Российской Федерации (9.06.2022)
- Ведомственные медали Министерства обороны Российской Федерации

## Личная жизнь
Женат. Супруга Людмила и сын Алдын.